# Orthogrammica plumbeonitens
Orthogrammica plumbeonitens là một loài bướm đêm trong họ Noctuidae.